# Рука мертвеца
«Рука мертвеца» (Dead man’s hand) — комбинация карт в покере, состоящая из тузов и восьмёрок чёрных мастей (пиковой и трефовой). Именно эти карты, согласно легенде, держал в руках «гроза Дикого Запада» Билл Хикок, когда был застрелен в 1876 году.
В терминологии карточных игр под словом «рука» понимается текущая комбинация карт, имеющаяся у игрока.
Во многих вестернах «рука мертвеца» как своего рода указание свыше выпадает персонажу до его гибели. Классические примеры — «Дилижанс» и «Человек, который застрелил Либерти Вэланса» Джона Форда, «Винчестер-73» Энтони Манна, «Баллада Бастера Скраггса» братьев Коэн. 